# دریای هیوگا

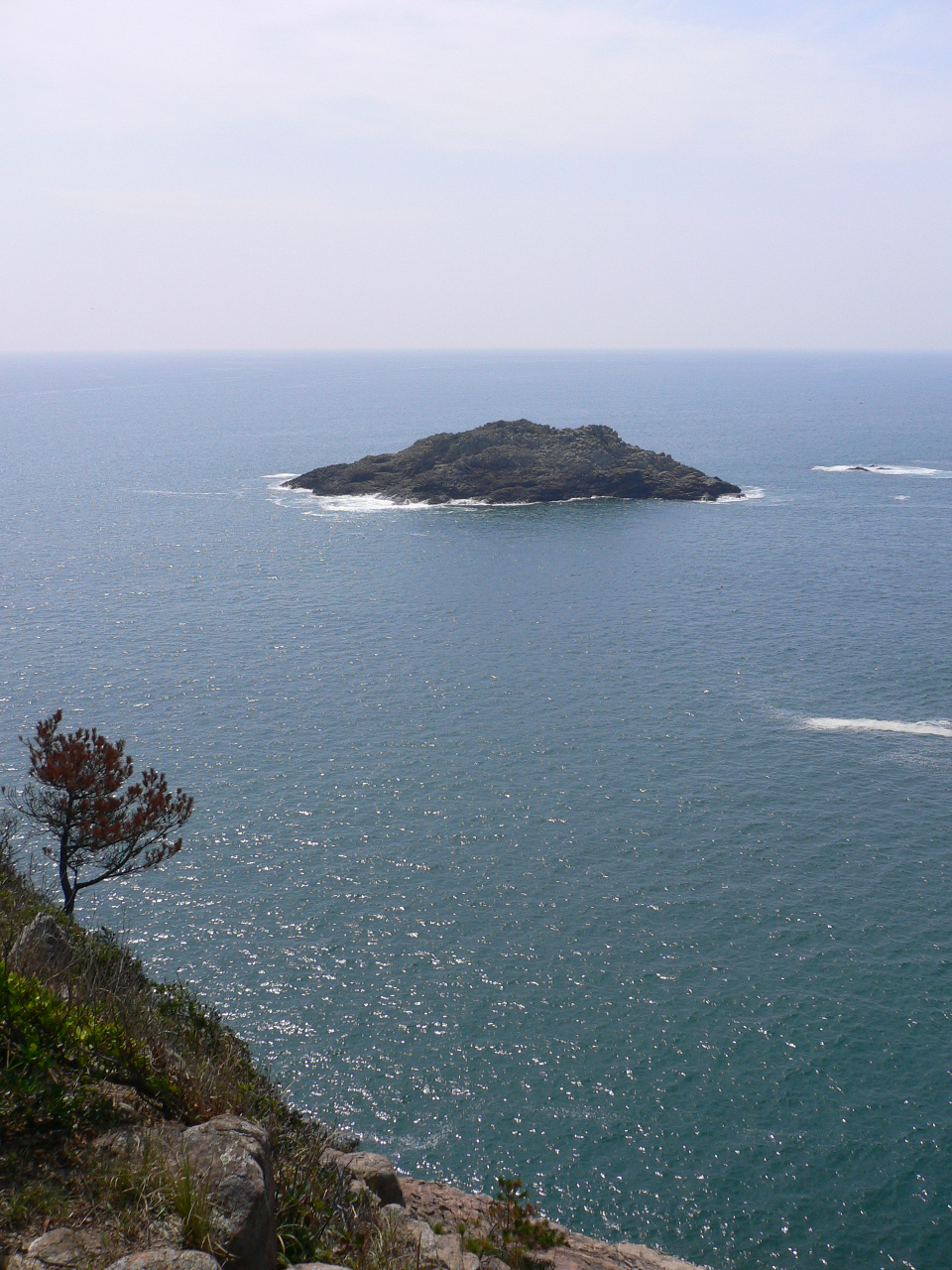
جزیره‌ای در دریای هیوگا نادا

دریای هیوگا (انگلیسی: Hyūga Sea; ژاپنی: 日向灘) بخشی از اقیانوس آرام است که در ساحل شرقی جزیره کیوشو، در جنوب غربی جزیره هونشو، در سواحل جنوبی ژاپن قرار دارد. نام آن برگرفته از استان سابق هیوگا است که قبل از بازسازی می‌جی در استان میازاکی امروزی قرار داشت. همچنین در هیوگا نادا به‌طور مکرر زمین‌لرزه رخ می‌دهد (برای مثال، زمین‌لرزه ۱۹۶۸ ژاپن).